# Distincaleyrodes setosus
Distincaleyrodes setosus es un hemíptero de la familia Aleyrodidae, subfamilia Aleyrodinae.
Distincaleyrodes setosus fue descrita científicamente por primera vez por Dubey & Sundararaj en 2006.